# Tadeusz Grygier (1915–2010)
Tadeusz Jerzy Grygier, Tadeusz (Tad) Grygier (ur. 10 lutego 1915 w Warszawie, zm. 28 sierpnia 2010 w Gatineau w Kanadzie) – polski prawnik, psycholog, funkcjonariusz wywiadu, urzędnik konsularny, kryminolog, nauczyciel akademicki, żeglarz.

## Życiorys
Syn Zygmunta, neurochirurga i psychiatry, oraz Haliny, lekarki. Rodzina Grygierów miała szkockie (klanu MacGregor) przybyłego do Polski z Inflant. Tadeusz Grygier był uczniem szkół średnich w Grudziądzu i Zakopanem. Studiował prawo, ekonomię i nauki polityczne na Uniwersytecie Jagiellońskim w Krakowie (1932–1935). Prawo, filozofię i psychologię na Uniwersytecie Warszawskim (1935–1939). Praktykował prawo konstytucyjne i kryminalne jako aplikant adwokacki (1936–1940). Uprawiał kajakarstwo i żeglarstwo; miał być reprezentantem Polski w żeglarstwie na Olimpiadzie w Tokio w 1940.
Pracował w szpitalu psychiatrycznym w Choroszczy k. Białegostoku, ówcześnie pod okupacją ZSRR (1939). W czerwcu 1940 został aresztowany przez NKWD wywieziony do obozu w Kotłasie w obwodzie archangielskim, zatrudniony w szpitalu w Syktywkarze. Szkolił radzieckich nurków i marynarzy do misji sabotażowych w niemieckiej marynarce wojennej. 
Po uwolnieniu pełnił obowiązki delegata Ambasady RP w Syktywkarze (1942), następnie w ambasadach w Kujbyszewie (1942) i Teheranie (1943–1944), zajmując się pracą na rzecz alianckich służb wywiadowczych.
Po dotarciu do Wielkiej Brytanii został dyrektorem Wydziału Studiów Ministerstwa Informacji RP w Londynie (1944−1945) i konsultantem Sekcji Radzieckiej Wydziału Badawczego Foreign Office, jednocześnie studiował psychologię i kryminologię w London School of Economics w Londynie czego uwieńczeniem była obrona pracy doktorskiej pt. Oppression: A Study in Social i Criminal Psychology (1945–1950). Utworzył Wydział Psychologii Klinicznej i Badań (Department of Clinical Psychology and Research) w Banstead Hospital w Londynie i podjął tam pracę naczelnego psychologa (1950–1953). Wydział prowadził podyplomowe nauczanie psychologów i psychiatrów, a także badania we współpracy z innymi szpitalami, Home Office, Vickers Armstrong, Admiralicją i Grupą Badawczą Armii Brytyjskiej. Dwukrotnie otrzymał też stypendium Fundacji Rockefellera, po raz pierwszy na badania w Cambridge (1946-1948), po raz drugi - na Harvard University, University of Illinois w Chicago i University of California (1952–1953).
Do Kanady przybył w 1960. Wykładał psychologię i kryminologię na szeregu uczelniach, m.in. na Toronto University, Mc Master University w Hamilton i Mc Gill University w Montrealu (1960–1967). W 1967 założył Wydział Kryminologii na University of Ottawa i tam wykładał, również na emeryturze. Był konsultantem rządu kanadyjskiego i ONZ w Nowym Jorku i Wiedniu. Wykładał w ChRL – w Akademii Nauk Społecznych w Szanghaju (Social Science Academy in Shanghai, 上海社会科学院), Szkole Prawnej Uniwersytetu w Suzhou (Law School of Suzhou University, 苏州大学), Szkole Prawnej Uniwersytetu Nankińskiego (Law Department of Nanjing University, 南京大学) i na Wschodnio-Chińskim Uniwersytecie Nauk Politycznych i Prawnych w Szanghaju (East China University of Political Science and Law in Shanghai, 华东政法大学). Na emeryturę przeszedł w 1980.
Profesor Polskiego Uniwersytetu na Obczyźnie (1987−2000). 
Profesor honorowy: Uniwersytetu w Ottawie (1980) i Uniwersytetu Sozhhou.
Autor wielu publikacji m.in. własnej autobiografii pt Exile: The Road to Knowledge, Mississauga 2002.
Zmarł w domu opieki La Maison Mathieu-Froment-Savoie w Gatineau pod Ottawą.